# フィル・オドネル
フィル・オドネル（Phil O'Donnell, 1972年3月25日 - 2007年12月29日）は、スコットランド出身のサッカー選手。ポジションはMF。元スコットランド代表。

## 経歴
1990–91シーズンにマザーウェルFCでデビュー。
1993年9月8日、W杯ヨーロッパ予選・スイス戦で代表デビューを果たしたが、出場はこの1試合に終わった。
ビッグクラブから注目され、1994年9月にマザーウェルからセルティックFCへ移籍。移籍金はマザーウェルとして史上最高額だった。その後、イングランドのシェフィールド・ウェンズデイFCを経て、2004年にマザーウェルに復帰し主将を務めた。

## 死亡
2007年12月29日、ホームファー・パークで行われたスコティッシュ・プレミアリーグのマザーウェル対ダンディー・ユナイテッドFC戦で先発出場。5対2とリードして迎えた後半33分、DFマーク・フィッツパトリックとの交代を告げられ退場しようとしたところ突然倒れ、約5分間ピッチで両チームの医療スタッフから治療を受けた。担架でピッチから運び出され救急車で病院に搬送されたが、意識が戻ることなく死亡が確認された。35歳だった。

## 所属クラブ
- マザーウェルFC 1990-1994
- セルティックFC 1994-1999
- シェフィールド・ウェンズデイFC 1999-2003
- マザーウェルFC 2004-2007